# تي جاك لي
تي جاك لي (بالإنجليزية: Thomas Jack Lee)‏ هو مهندس أمريكي، ولد في 1935 في ويدووي في الولايات المتحدة، وتوفي في 24 فبراير 2019 في برمنغهام في الولايات المتحدة بسبب سرطان البنكرياس.